# Mimoun Mahi
Mimoun Mahi (en arabe : ميمون ماحي), né le 13 mars 1994 à La Haye aux Pays-Bas, est un footballeur international marocain. Il évolue au poste d'attaquant à De Graafschap.
Il possède également la nationalité néerlandaise.

## Biographie
Mimoun Mahi naît à La Haye aux Pays-Bas de parents immigrés marocains originaires de aklim
, une ville située au nord du Maroc en plein Rif. Il possède deux nationalités : marocaine et néerlandaise.

### En club

#### Débuts et formation avec le Sparta Rotterdam
Il commence sa carrière dans le club amateur du SC REMO, pour ensuite continuer au HSV Escamp, au Quick Den Haag avant d'être transféré en 2011 au Sparta Rotterdam, son club formateur. Il y resta 1 an avant d'évoluer avec l'équipe première. Il joue son premier match en Eredivisie face au FC Den Bosch le 17 octobre 2012 (victoire, 1-2). Le 12 août 2013, il est titulaire pour un match amical face au FC Utrecht où il finira par être transporté à l'hôpital après une blessure grave souffrant d'une disque articulaire. Il subira une opération et restera écarté des terrains pendant 6 mois.

#### Départ vers le FC Groningue
Le 22 août 2014, il signe un contrat de 3 ans au FC Groningue pour le prix de 400 000€[pas clair]. Il joue son premier match deux jours après son transfert en remplaçant son coéquipier Jarchinio Antonia à la 77e minute (défaite, 3-0). Le 17 décembre 2014, il signe son premier but face au FC Volendam à la 44e minute (victoire, 3-0). 
Il joue trois matchs en Ligue Europa avec le FC Groningue.
En fin octobre 2017, Mimoun Mahi et Oussama Idrissi se voient tous les deux virés du club du FC Groningue à cause d'une altercation avec l'entraîneur du club. Les deux néerlando-marocains retrouveront très vite le club du FC Groningue grâce à une réconciliation entre les trois hommes.

### En sélection
Avec l'équipe des Pays-Bas des moins de 19 ans, il participe au championnat d'Europe des moins de 19 ans en 2013. Lors de cette compétition, il joue trois matchs : contre la Lituanie, le Portugal, et l'Espagne.
Il hésite longtemps entre ses deux pays, à savoir les Oranjes et les Lions de l'Atlas. Il confie en 2017 sa préférence pour le Maroc. Le premier septembre 2017, le joueur remplace Khalid Boutaïb sur un match éliminatoires de Coupe du monde face au Mali et inscrit son premier but dans son premier match officiel en sélection sur une passe décisive de Mbark Boussoufa.

## Statistiques

### En sélection
Le tableau suivant liste les rencontres de l'équipe du Maroc dans lesquelles Mimoun Mahi a été sélectionné depuis le 1er septembre 2017 jusqu'à présent.

## Palmarès

### En club
- Vainqueur de la Coupe des Pays-Bas en 2015 avec le FC Groningue
- Finaliste de la Supercoupe des Pays-Bas en 2015 avec le FC Groningue

### Distinctions personnelles
- Meilleur joueur de la saison 2016-2017 avec le FC Groningue